# 15 Pułk Piechoty (Imperium Rosyjskie)

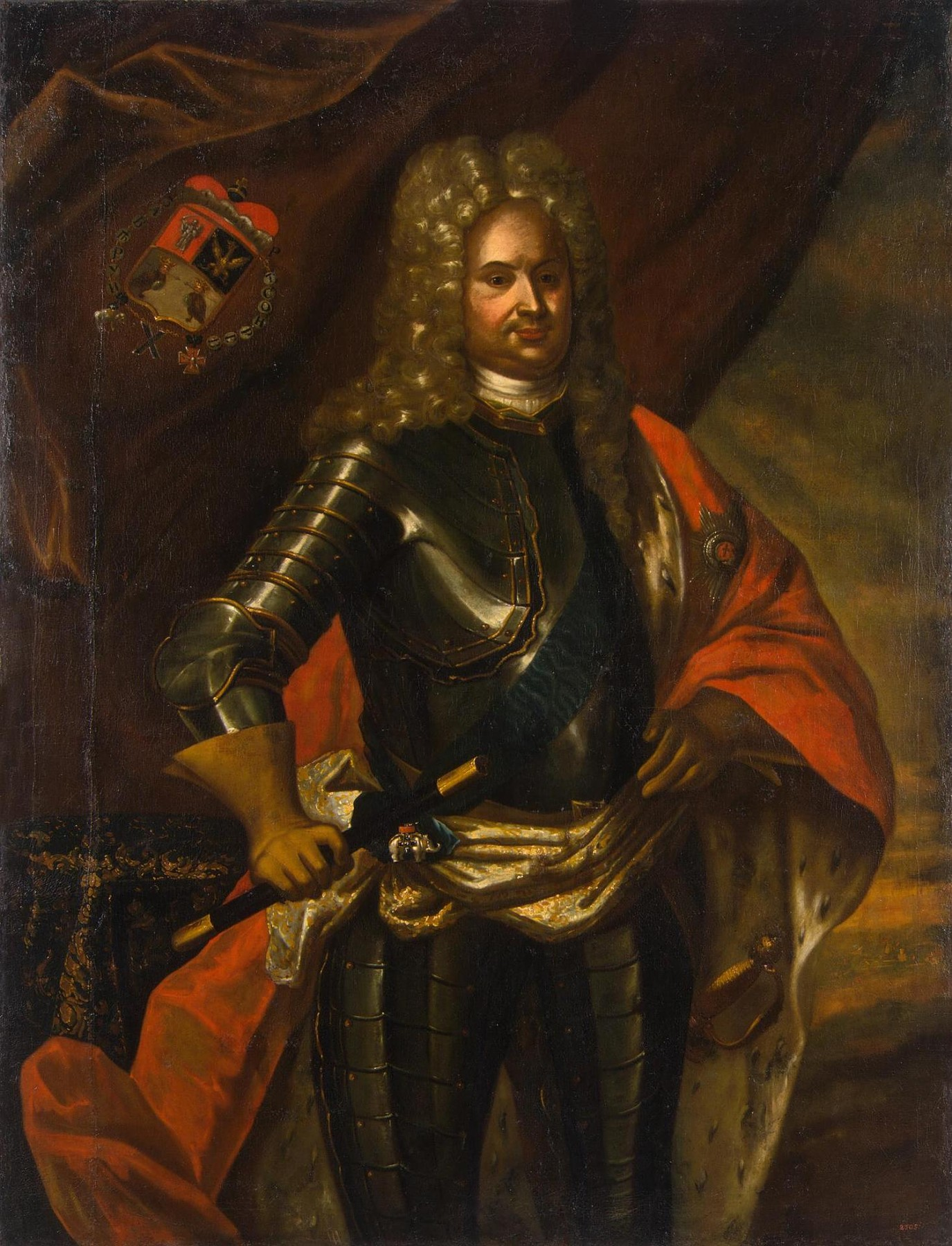
Książę Anikita Iwanowicz Repnin – patron 15 Szlisselburskiego pp

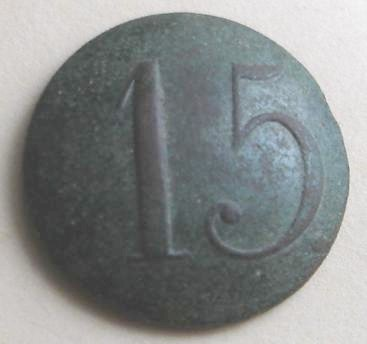
Guzik pułkowy

15 Szlisselburski Pułk Piechoty Generał-Feldmarszałka Księcia Anikity Repnina (ros. 15-й пехотный Шлиссельбургский генерал-фельдмаршала князя Аникиты Репнина полк) – pułk piechoty okresu Imperium Rosyjskiego

## Charakterystyka
Sformowany 25 czerwca 1700 za panowania cara Piotra I Wielkiego, rozformowany w 1918 roku. Nosił nazwy: Szliselburski pp (1811–1833), Szlisselburski pjegr (1833–1856).
Pułk wziął udział w działaniach zbrojnych epoki napoleońskiej, a także w działaniach zbrojnych okresu I wojny światowej.

 W przededniu I wojny światowej pułk etatowo posiadał cztery bataliony po cztery kompanie oraz kompanię tyłową. Kompania piechoty czasu wojny liczyła około 240 żołnierzy i 4–5 oficerów. Na szczeblu pułku występował także pododdział karabinów maszynowych (8 km), łączności (w tym 14 konnych gońców i 21 telefonistów) i zwiadowczy (64 zwiadowców, w tym 4 kolarzy). W sumie pułk liczył około 4000 żołnierzy.
1 lipca 1914 pułk wchodził w skład 2 Brygady Piechoty 4 Dywizji Piechoty  w Łomży należącej do 6 Korpusu Armijnego. Dyslokacja w 1914: Zambrów.

## Oficerowie
- płk Nikołaj Iwanowicz Arapow – dowódca pułku †15 listopada 1914, 26 marca 1917 pośmiertnie mianowany generałem majorem ze starszeństwem z 15 listopada 1914
- płk Marian Karol Kamiński (ur. 7 października 1855) – starszy oficer sztabowy
- kpt. Franciszek Juszkiewicz (ur. 24 grudnia 1859) – dowódca 3 batalionu[7], w Wojsku Polskim pułkownik[8]
- kpt. Bolesław Piotr Milewski (ur. 5 czerwca 1862) – dowódca 4 batalionu[7]
- kpt. Eugeniusz Lenartowicz (ur. 13 grudnia 1867) – dowódca 5 kompanii[9], w Wojsku Polskim tytularny pułkownik piechoty[10]
- por. Zygmunt Morzycki (ur. 13 maja 1891) – młodszy oficer 11 kompanii[11], w Wojsku Polskim major samochodowy
- radca kolegialny dr Roman Wróblewski (ur. 1 sierpnia 1867) – młodszy lekarz[12], w Wojsku Polskim pułkownik lekarz[13]